# Hermas
Pour les articles homonymes, voir Hermas (homonymie).
Hermas serait selon certaines sources le frère de l'évêque de Rome Pie Ier, le 10e pape. 
Selon d'autres sources, il fut disciple de saint Paul, tout comme Clément de Rome (Clément Ier). Eusèbe de Césarée affirme que Hermas est celui que l'apôtre Paul salua dans son Épître aux Romains.
Il est l'auteur du Pasteur d'Hermas texte chrétien en grec du IIe siècle.

### Traductions
- Hermas, Le Pasteur, trad. Robert Joly, Cerf, coll. "Sources chrétiennes", 1958, éd. revue 1968.
- Les Pères Apostoliques. Texte intégral, introduction de Dominique Bertrand, Cerf, 2001.
- Hermas, Le Pasteur (II° s.), trad. du grec Rose Varteni Chétanian : Premiers écrits chrétiens, Gallimard, coll. "La Pléiade", 2016, p. 95-190.

### Études
- Carolyn Osiek et Helmut Koester (édi.), Sphepherd of Hermas: A Commentary, Minneapolis, Fortress Press, 1999.